# Erwin Carl Wilhelm Günter

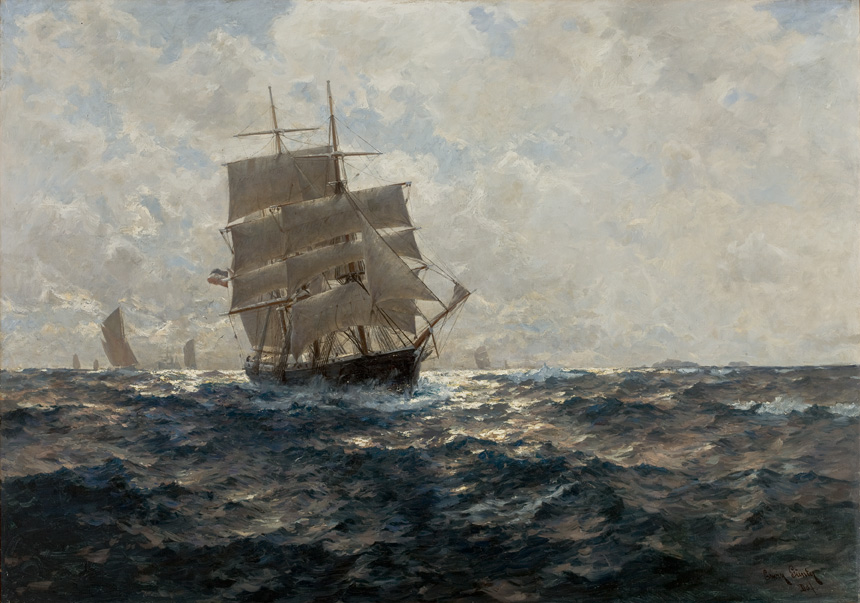
Marinha com veleiros, sem data. Pintura de Erwin Carl Wilhelm Günter. Acervo do Museu de Arte de São Paulo, São Paulo.

Erwin Carl Wilhelm Günter (ou Günther) (Hamburgo, 1864 - Düsseldorf, 1927) foi um pintor de marinhas alemão. Formado na Academia de Düsseldorf, fez constantes viagens pela Europa e África, que lhe forneceram inspiração para os inúmeros quadros de marinhas, expostos, a partir de 1891, no Palais de Glace de Munique e, a partir de 1893, em Berlim. Esteve entre os mais bem sucedidos pintores de marinha da Alemanha no período que antecedeu a Primeira Guerra Mundial. Muitos pintores desse período dedicaram-se a ilustrar as ideias da Flottenverei (Liga Naval) do almirante Alfred von Tirpitz. O colecionismo de pinturas de marinha foi também muito estimulado pelo imperador Guilherme II, defensor do modelo de imperialismo oceânico alemão e admirador da Marinha Real Britânica.